# Institut français de Hambourg
 (novembre 2011).
Si vous disposez d'ouvrages ou d'articles de référence ou si vous connaissez des sites web de qualité traitant du thème abordé ici, merci de compléter l'article en donnant les références utiles à sa vérifiabilité et en les liant à la section « Notes et références ».
L'Institut français de Hambourg représente officiellement la civilisation française à Hambourg (en allemand : Hamburg). Il fait partie du réseau des plus de 200 institutions du Ministère des Affaires étrangères français à travers le monde. Entre autres choses, il offre des cours en langue française pour environ 800 étudiants, des informations concernant les organisations franco-allemandes et se charge de conseiller gratuitement sur les cours de français, les diplômes et la coopération avec les lycées ainsi que les universités. L'institut possède une médiathèque et organise les évènements culturels.

## L'histoire
L'Institut français de Hambourg a été fondé en 1951 par l'ambassadeur de France en Allemagne André François-Poncet. Cette fondation culturelle avait pour but de développer les relations franco-allemandes et la réconciliation entre les deux peuples après la Seconde Guerre mondiale. Il a son siège rue Heimhuder Strasse, où il a été par la suite rejoint par le consulat général de France. Le bâtiment, qui est la maison natale de Carl Melchior, a été donné par sa veuve Marie de Molènes en 1951. En 2009, l'institut français de Hambourg a fusionné avec les dix autres instituts français qui existaient en Allemagne, pour constituer l'Institut français d'Allemagne.
Liste des directeurs de l'Institut français de Hambourg
| 1951–1952: | Pierre Letellier      |
| 1952–1955: | Henri Grange          |
| 1955–1958: | Marc Pieyre           |
| 1958–1960: | Michel Foucault       |
| 1960–1964: | Jean-Louis Gardies    |
| 1964–1968: | Jean Beaulieu         |
| 1968–1971: | Pierre Moortgat       |
| 1971–1974: | André Meyer           |
| 1974–1980: | Jean-Loup Puginier    |
| 1980–1983: | Claude Kiefer         |
| 1983–1988: | Didier Deschamps      |
| 1988–1990: | Jean-Pierre Armengaud |
| 1990–1996: | Denis Évesque         |
| 1996–1998: | Jean-Louis Pujol      |
| 1998–1998: | Jean-Marie Fèvre      |
| 1998–2000: | Jean-Jaques Victor    |
| 2000–2001: | Nicole Parfait        |
| 2001–2003: | Patrick Jure          |
| 2003–2004: | Stéphane Paris        |
| 2004–2006: | Claude Crouail        |
| 2006–2010: | Jean-Pierre Tutin     |
| dep. 2010: | Sylvie Massière       |

Depuis 2004 le consul général de France à Hambourg est en même temps directeur de l'Institut français de Hambourg, aujourd'hui antenne de l'Institut français d'Allemagne.

## Médiathèque
Dans l'institut il y a une médiathèque comprenant environ 7 000 titres en langue française. Les informations sont sur papier, DVD et disques audionumériques. On y trouve entre autres la littérature contemporaine, les journaux, les revues, des livres des sciences sociales ainsi que des bandes dessinées. On peut effectuer des recherches sur internet dans une banque de données régulièrement actualisée. L'utilisation de la médiathèque est gratuite pour les membres.

## D'autres instituts français en Allemagne
- Institut français
- Institut français d'Allemagne
- Institut français (Köln)
- Institut français (München)
- Institut français de Stuttgart

## Sources
1. ↑   (de) Hans-Juergen Fink: "Hamburg ist sehr französisch". En: Hamburger Abendblatt du 6 janvier 2012, p. 10